# Bunuri mobile din domeniul carte veche și manuscris clasate în patrimoniul cultural național al României aflate în județul Hunedoara
Acestă listă conține bunurile mobile din domeniul carte veche și manuscris clasate în Patrimoniul cultural național al României aflate la momentul clasării în județul Hunedoara.

## Tezaur
| Foto | Informații generale | Detalii tehnice | Descriere | Deținător                                  | Legături |
| ---- | --- | --- | --- | ------------------------------------------ | -------- |
|      | Momenta Desultoria: Poematum Libri XIV Autor: Huygens, Constantin, autor | Datare: 1655 Școală: Ex Typographia Adriani Vlacq Dimensiuni: 16,5 x 10 cm Material: Hârtie cu vergeturi și filigran | Constantini Hugenii/ Equitis, Zulichemi, Zeelhemi & To-/ parchae; Principi Auriaco a Consiliis/ Momenta/ Desultoria/ Poematum/ Libri XIV/ Editio altera, multo priore auctior/ Procurante Ludovico Hugenio C.F./ cum/ Praefatione Casparis Barlaei/ Haga-Comitum/ Ex Typographia Adriani Vlacq/ Cum privilegio IU. Ord. Holl ac West-Frisie. | Muzeul Civilizației Dacice și Romane, Deva | Cimec    |
|      | Caesarum XII Vitae Autor: Suetonius, Gaius, Tranquillus, autor | Datare: 1695 Școală: Sumptibus Jos.Christoph Miethen Dimensiuni: 14,5 x 8 cm Material: Hârtie fără filigran | Caji/ Suetonii/ Tranquilli/ Caesarum XII Vitae/ & alia quae extant/ cum/ M. Zuerii Boxhornii/ Leav.Torrentii/ Is.Casauboni/ J.G.Graevii, aliorumque/ Notis & Observationibus praecipuis/ Accesit/ Nominum propriorum, Rituum/ rerumq; praeterea memorabilium/ Index copiosisimus/ accurante/ Daniele Hartnaccio/ Cum gratia et privilegio Elect. Sax./ Dresdae,/ Sumptibus Jos.Christoph Miethen,/ & Joh. Christoph. Zimmermann,/ Anno M. DC. XCV. | Muzeul Civilizației Dacice și Romane, Deva | Cimec    |
|      | Elmélkedések Mellyeket Német Nyelven irt, És botsátott Autor: Sulzer, Johann Georg, autor; Sofalvi, Jozsef, traducător | Datare: 1776 Școală: Nyomt a Réformátum Koll. Betüivel Dimensiuni: 17 x 11 cm Material: Hârtie cu vergeturi fără filigran | A` természet` munkáibol/ Vétetett/ erköltsi/ Elmélkedések/ Mellyeket Német Nyelven irt,/ És botsátott/ Johann Georg Sulzer/ A Berlini Királyi Gymnasiumban Ma-/ thesist tanitó Professor/ Most pedig(…) Magyarra forditott/ Sofalvi Jo`sef/ Kolosvaratt,/ Nyomt a Réformátum Koll. Betüivel. | Muzeul Civilizației Dacice și Romane, Deva | Cimec    |
|      | Deliciae Quorundam Poetarum Danorum Autor: Frederico Rostgaard, autor antologie; Henricus Albertus, Johannes Hopnerus, Christianul Aagaard, Vitus Beringius, Henricus Harderus, Olaus Borrichius, autori poezii                                                                                              | Datare: 1693 Școală: Apud Jordanum Luchtmans Dimensiuni: 14,5 x 8 cm Material: Hârtie cu vergeturi fără filigran | Deliciae/Quorundam/Poetarum/Danorum/ Collectae /et in /II Tomos/Divisae/ a/Frederico Rostgaard/ Lugduni Batavorum/ Apud Jordanum Luchtmans/ MDCXCIII. | Muzeul Civilizației Dacice și Romane, Deva | Cimec    |
|      | Imperatores Ottomanici A Capta Constantinopoli, Cum Epitome Principum Turcarum A .P.Nicolao Schmitth, E Societate Jesu Concinnati Tomus Primus Autor: Schmitth, Nicolaus | Datare: MDCCLX I Școală: Typis Academicis Societatis Jesu Dimensiuni: 33,5 x 21 cm Material: hârtie | | Muzeul Civilizației Dacice și Romane, Deva | Cimec    |
|      | Szent Dávid Királynak és Prófétanak szás ötven Sóltári A franczia nóták és versek szerént/ Magyar versekre fordittattak és rendeltettek /Szentczi Molnár/ Albert/ által/Mellyek e formában, most Leg-Elö-Ször/ ki-nyomtattak SZ.N.P.I. és T.F. Autor: Szent David Királynak és Prófétanak szás ötven sóltari | Datare: MDCC L Școală: Im Hof Rodolf János Dimensiuni: 18 x 10,5 cm Material: hârtie cu vergeturi | | Muzeul Civilizației Dacice și Romane, Deva | Cimec    |
|      | A Folyó és Versbéli Magyar Beszédnek Válogatott Példaji Mellyeket A tanúló ifjúságnak hasznára öszve- szedegette Nagy-Aytai Cserei Jozsef A Szelidebb Tudomanyoknak Király Tanitója Autor: Cserei, Josephus de Nagy Ajta                                                                                     | Școală: Nyomtt.Hochmeister Marton K.priv. Könyvnyomtató Dimensiuni: 17 x 10 cm Material: hârtie cu filigran | | Muzeul Civilizației Dacice și Romane, Deva | Cimec    |
|      | Historia De Rebus Transsylvanicis Autor: Bethlen,Wolffgang | Datare: [1783] Școală: [Typis et sumptibus Martini Hochmeister] Dimensiuni: 18,5 x 12 cm Material: hârtie cu vergeturi | [Wolffgangi/de/ Bethlen/Celsissimi Principis/Transsylvaniae/Consiliarii intimi/ Supremi comitis Comitatus Albensis/nec non/Regni cancelarii/ Historia /de rebus/ Transsylvanicis]. | Muzeul Civilizației Dacice și Romane, Deva | Cimec    |
|      | Historia De Rebus Transsylvanicis Autor: Bethlen, Wolffgang | Școală: Typis et sumptibus Martini Hochmeister Dimensiuni: 18,5 x 12 cm Material: hârtie cu vergeturi | Wolffgangi/de/ Bethlen/Celsissimi Principis/Transsyvaniae/Consiliarii intimi/ Supremi comitis Comitatus Albensis/nec non/Regni cancelarii/ Historia /de rebus/ Transsylvanicis. | Muzeul Civilizației Dacice și Romane, Deva | Cimec    |
|      | Compendium manuale controversiarum huius temporis de Fide et Religione,... Excerpto animadversionum moguntinensium Anti-Becano oppositarum In Usum Juventutis Academici Autor: Beke, Andreas | Școală: Typis Academicis Societatis Jesu Dimensiuni: 17 x 10 cm Material: hârtie cu vergeturi | Compendium/ manuale/ controversiarum/ huius temporis/ de/ Fide et Religione,.../Excerpto animadversionum/moguntinensium/ Anti-Becano/ oppositarum/In Usum Juventutis Academici. | Muzeul Civilizației Dacice și Romane, Deva | Cimec    |
|      | Transsilvania sive Magnus Transsilvaniae Principatus olim Dacia Mediterranea/Dictus/Orbi nondum satis cognitus/Nunc multifariam,at strictim illustratus../.Pars Prior sive Generalis Autor: Benkö Joseph | Datare: MDCCLXXVIII Școală: Typis Iosephi nob.de Kurtzbök Dimensiuni: 22,5 x 13 cm Material: hârtie cu vergeturi | [Transsilvania/sive/Magnus Transsilvaniae Principatus/olim/Dacia Mediterranea/Dictus/Orbi nondum satis cognitus/Nunc multifariam,at strictim illustratus../.Pars Prior sive Generalis]. | Muzeul Civilizației Dacice și Romane, Deva | Cimec    |
|      | Transsilvania sive Magnus Transsilvaniae Principatus olim Dacia Mediterranea/Dictus/Orbi nondum satis cognitus/Nunc multifariam,at strictim illustratus...Pars Prior sive Generalis Autor: Benkö Josephus, autor                                                                                             | Datare: MDCCLXXVIII Școală: Copist: Typis Iosephi nob. de Kurtzbök Dimensiuni: 23 x 14 cm Material: hârtie cu vergeturi | Transsilvania/sive/Magnus Transsilvaniae Principatus/olim/Dacia Mediterranea/Dictus/Orbi nondum satis cognitus/Nunc multifariam,at strictim illustratus...Pars Prior sive Generalis. | Muzeul Civilizației Dacice și Romane, Deva | Cimec    |
|      | Transsilvania sive Magnus Transsilvaniae Principatus olim Dacia Mediterranea/Dictus/Orbi nondum satis cognitus/Nunc multifariam, at strictim illustratus...Pars Prior sive Generalis Autor: Benkö Josephus, autor                                                                                            | Datare: MDCCLXXVIII Școală: Copist: Typis Iosephi nob. de Kurtzbök Dimensiuni: 20 x13 cm Material: hârtie cu vergeturi | | Muzeul Civilizației Dacice și Romane, Deva | Cimec    |
|      | Tentamen Theologiae Dogmaticae Methodo Scientifica Pertractatae/ Autore /Dan.Wyttenbachio,/Bernate V.D.M./Tomus I Autor: Wittenbach, Dan | Datare: MDCCXLI (1741) Școală: Ex Officina Emanuelis Hortini Dimensiuni: 19,5 x 12 cm Material: hârtie cu vergeturi | | Muzeul Civilizației Dacice și Romane, Deva | Cimec    |
|      | Confessio et Expositio Simplex Orthodoxe Fidei et Dogmatum Catholicorum.... | Datare: MDCCLIX Școală: Ex Officina Typographica Illustr.Reipublicae Dimensiuni: 20,5 x 16 cm Material: hârtie cu vergeturi | Confessio/et/ Expositio Simplex/Orthodoxe Fidei/et/Dogmatum Catholicorum/Sincerae Religionis Christianae/ Concorditer ab Ecclesiae Christi Ministris/Quibus sunt in/Helvetia, Tiguri,Bernae, Basileae, Scaphusii/ Sangalli/Curae Rhetorum & apud Confoederatos,Mylhusii idem & Biennae… | Muzeul Civilizației Dacice și Romane, Deva | Cimec    |
|      | Exercice du Chretienne | Dimensiuni: 13 x 8 cm Material: hârtie cu vergeturi | | Muzeul Civilizației Dacice și Romane, Deva | Cimec    |
|      | Catechismusi Házi-kints Avagy A Keresztyéni hit Fö –Agazatinak Kérdések és Feleletek által való Magyarázatja És Annak A Meg-gyözés,Meg-visgálás Fel-ferkentés, Intés.... Autor: Stehelin, Christof | Dimensiuni: 21,5 x 16,5 cm Material: hârtie cu vergeturi | Catechismusi/ Házi-kints/ Avagy A Keresztyéni hit Fö –Agazatinak / Kérdések és Feleletek által való/Magyarázatja/ És Annak/ A Meg-gyözés,Meg-visgálás Fel-ferkentés, Intés,/..../ Mind önnön-magoknak, mind az Ovéiknek bóldog/ meg-gazdagitására, fel-fedezett/ Stehelin Christof/.../Most ismét ugyan azon végekre, Németböl Magyar Nyelvre fordittatott. | Muzeul Civilizației Dacice și Romane, Deva | Cimec    |
|      | D. Johann Jacob Rambachs Weyland ersten Superintendentis S.S.Teol.Professoris Primarii... Autor: Rambach, Johann Jacob | Școală: Im Verlage Wolffgang Ludvig Spring Dimensiuni: 22 x 18 cm Material: hârtie cu vergeturi | D. Johann Jacob Rambachs/ Weyland ersten Superintendentis S.S.Teol.Professoris Primarii.../Schrifftmassige /Erlauterung/ der Grundlegung/ Der/ Theologie/ Herrn Johann Anastasii Freylinghausens/Pastor Ulnciani et Scholarchae Hal./Aus dessen eigenhandigen MScto./ mit nothigen/Anmerckungen und Vorrede... | Muzeul Civilizației Dacice și Romane, Deva | Cimec    |
|      | Werböczius/Illustratus:/sive Decretum/Tripartitum/Juris consuetudinarii/ inclyti/Regni Hungariae/A magistro/Stephano de Werböcz/ ... Autor: de Werböcz, Stephan | Datare: MDCCLXII Școală: Typis Academici Societatis Jesu Dimensiuni: 16,5 x 10 cm Material: hârtie cu vergeturi | | Muzeul Civilizației Dacice și Romane, Deva | Cimec    |
|      | Szent Biblia az –az Istennek Ó és Üj Testamentomában foglaltatott egész /Szent Irás/ Magyar nyelvre fordittatott/ Károly Gáspar /Által / És most e kis formában Leg-Elö-Ször... Mențiunea de responsabilitate (autor, traducător): Károly Gáspar                                                             | Datare: (I) I) CCL (1750) Școală: Im Hof Rodolf János Dimensiuni: 18 x 10,5 cm Material: hârtie cu vergeturi | | Muzeul Civilizației Dacice și Romane, Deva | Cimec    |
|      | Vita / e campeggiamenti/ del Serenissimo Principe Francesco Eugenio Di Savoja, Supremo Comandante Degli Eserciti Cesarei E dell Imperio Terza edizione Reveduta, corretta, e novellamente accresciuta Autor: Sanvitale, Jacopo                                                                               | Datare: MDCCXLII Școală: Apresso Gio Battista Recurti Dimensiuni: 23,5 x 17 cm Material: hârtie cu vergeturi | Vita / e campeggiamenti/ del Serenissimo Principe/ Francesco Eugenio /Di Savoja,/ Supremo Comandante / Degli Eserciti/ Cesarei / E dell Imperio / Terza edizione/ Reveduta, corretta, e novellamente accresciuta. | Muzeul Civilizației Dacice și Romane, Deva | Cimec    |
|      | Specimen I Juris Publici Austriaci ex ipsis legibus, actisque publicis/ eruti / quod / sub sacratissimis auspiciis/ Sacrae Caesareae Regiaeque/Majestatis/ | Datare: MDCCL Școală: Typis Joannis Thomae Trattner, Academiae Vindobonensis Typographi Dimensiuni: 22,5 x 17 cm Material: hârtie cu vergeturi                                                                                     | Specimen I / Juris Publici/ Austriaci / ex ipsis legibus, actisque publicis/ eruti / quod / sub sacratissimis auspiciis/ Sacrae Caesareae Regiaeque/Majestatis/in Collegio Regio Theresiano Nobilium/Societatis Jesu; Praeside Christiano Augusto Beck..../Propugnavit..../Sigismundus S.R.I.Comes a Sarau. | Muzeul Civilizației Dacice și Romane, Deva | Cimec    |
|      | Histoir du Commerce et de la Navigation des anciens Mențiunea de responsabilitate (autor, traducător): Huet, Pierre-Daniel Autor: Huet, Pierre-Daniel | Datare: MDCCXV Școală: Chez Francois Fournier, rue S.Jacques & Antoine Urbain Coustelier, Quay des Augustins Dimensiuni: 16,5 x 9 cm Material: hârtie subțire, lucioasă cu filigran                                                | Histoire/ du Commerce/ et /de la Navigation/ des anciens Mențiunea de responsabilitate (autor, traducător): Huet, Pierre-Daniel. | Muzeul Civilizației Dacice și Romane, Deva | Cimec    |
|      | Lehrbuch der Mineralogie entworfen von Ludwig August Emmerling/ Lehrer der Bergwerkswissenschaften auf der Univer-/sitat zu Giessen ...Erster Theil Autor: Emmerling, Ludwig August | Școală: bey Georg Friederich Heyer Dimensiuni: 18,5 x 11,5 cm Material: hârtie cu vergeturi ; hârtie cu filigran la forzaț | | Muzeul Civilizației Dacice și Romane, Deva | Cimec    |
|      | Decretum latino- hungericum juris consvetudinarii Regni Hungariae & Transylvaniae .Az az Magyar és Erdély oesyégnak törvény-könyve Autor: Werböcz István | Datare: [1673] Școală: [Excudebat Laurentius Brever ] Dimensiuni: 19, 5 x 15 cm Material: un frontispiciu cu elemente florale stilizate                                                                                            | | Muzeul Civilizației Dacice și Romane, Deva | Cimec    |
|      | A Folyó és Versbéli Magyar Beszédnek Válogatott Példaji Mellyeket A tanúló ifjúságnak hasznára öszve- syedegette Nagy-Aytai Cserei Jozsef A Szelidebb Tudomanyoknak Király Tanitója Autor: Cserei, Josephus de Nagy Ajta                                                                                     | Școală: Nyomtt.Hochmeister Marton K.priv. Könyvnyomtató Dimensiuni: 17 x 10 cm Material: hârtie | | Muzeul Civilizației Dacice și Romane, Deva | Cimec    |
|      | Martini Bolla e Scholis piis Prima lineae Historiae Universalis in usum studiosae iuventutis Claudiopolitanae/Tomus III Conspectens Historiam Aevi Recentioris, Ab Origine Protestantium, ad nostra tempora Autor: Bolla, Martin                                                                             | Școală: Typis et sumptibus Martin Hochmeister C.R.priv.Typog. Dimensiuni: 17,5 x 12 cm | | Muzeul Civilizației Dacice și Romane, Deva | Cimec    |
|      | Imperatores Ottomanici A Capta Constantinopoli, Cum Epitome Principum Turcarum A .P.Nicolao Schmitth, E Societate Jesu Concinnati Tomus Primus Autor: Schmitth, Nicolaus | Datare: MDCCLX Școală: Typis Academicis Societatis Jesu Dimensiuni: 33,5 x 21 cm Material: hârtie cu vergeturi | | Muzeul Civilizației Dacice și Romane, Deva | Cimec    |
|      | Raimundi Lullii Opera ea quae ad ad inventam ab ipso Artem Universalem, Scientiarum Artiumque Omnium Brevi compendio, firmaq.; memoria apprehendendarum, locupletissimaq; vel oratione ex tempore pertractandum, pertinent Autor: Lullus, Raymundus sau Llull, Ramon, „Doctor Illuminatus” autor             | Datare: MDCXVII [1617] Școală: Heredium Lazari Zetzneri Dimensiuni: 19 x 11 cm Material: Hârtie cu vergeturi și filigran | Raimundi/ Lullii/ Opera ea/ quae ad ad inventam/ ab ipso Artem Universalem,/ Scientiarum Artiumque Omnium Bre-/ vi compendio, firmaq.; memoria apprehendenda-/r um,locupletissimaq; vel oratione ex tempo-/ re pertractandum, pertinent. / […] Argentorati/ Sumtibus Heredium Lazari Zetzneri./ V DC XVII. | Muzeul Civilizației Dacice și Romane, Deva | Cimec    |
|      | Il Perfetto Dittionario overo Tesoro della lingua volgarlatina, raccolto da Monsig. Pietro Galesini Protonotario Apostolico Autor: Galesinus, Petrus autor; Calderino Mirani, Cesare, autor Salici, Giovanni Andrea, autor                                                                                   | Datare: MDCLXI [1661] Școală: Apresso Gio(vani) Battista Brigna Dimensiuni: 17 x 11,5 cm Material: Hârtie cu vergeturi și filigran                                                                                                 | Il Perfetto/ Dittionario/ overo/ Tesoro della lingua volgarlatina,/ raccolto/ da Monsig. Pietro Galesini/ Protonotario Apostolico./ Con il Dittionario Latino, accomodato alle Voci Volgari./ Di M.Cesare Calderino Veronense:/ Accresciutto & arricchito in piu di due mille luoghi di Voci,/ Locutioni, e Traslati, noti con questo segno +/ Da Gio: Francesco Besozzo/ Ricorretto & arricchito delle delle Offeruationi della Lingua Volgare/ di D.Andrea Salci, e dell Orrtografia d Aldo Manutio;/ con un Opuscoleto intitolato/ Mercurius Bilingvis./ In Venetia, M. DC. LXI./ Apresso Gio(vani) Battista Brigna/ Com Licenza de Superiori. | Muzeul Civilizației Dacice și Romane, Deva | Cimec    |
|      | Historia Animalium, In qua plerorumque Animaliumpraecipuae proprietas ad usum; Historia Animalium, a D.Wolfgango Franzio, Theologo Witebergensi olim scriptae Continuatio in Commentario et Supplemento Autor: Franzius Wolfgangus, autor tom. I; Cyprianus Prianus, Johannes, autor tom. II                 | Datare: 1687; 1688 Școală: Apud Martinum Gabrielem Hübnerum; imprim. Haeredes Melch. Bergenii; Impensis Martini Gabriel Hubnerii Bibl. Dresdae Dimensiuni: 17,5 x 10,5 cm Material: Hârtie                                         | Wolfgangi Franzii/ SS.Theol.D.&in Acad.Wittebergensi/ Profess.Publ./Historia Animalium,/ In qua plerorumque Animalium/praecipuae proprietas ad usum…breviter accom-/odantur/ Cum/ Commentario et Supplemento/Observationum ex recentiori Historia na-/turali,similitudinum,Emblematum,Hie-/roglyphicorum,ad usum oratoriae tum ci-/vilis tum Ecclesiasticae/Opera /Johannis Cypriani, S.Theol.Licent et Physices Prof.Publ./in Academia Lipsiensis/ […] Dresde,/ Apud Martinum Gabrielem Hübnerum,/ imprim. Haeredes Melch. Bergenii. 1687.; Tom. II: Johannis Cypriani/ S.Theolog.Licentiati, & in Academia Lipsiensi Professoris Phisices Publici/ Ordinarii/ Historia Animalium,/ a D.Wolfgango Franzio,/ Theologo Witebergensi/ olim scriptae/ Continuatio/ in Commentario et Supplemento/ Observationum ex recentiori/ Historia naturali, similitudinum, Emblematum, Hieroglyphicorum, ad usum/ Oratoriae cum civilis cum Eccle-/ siasticae,/ Accedunt Indices necessarii et inter cos […]/ Cum gratia et privilegio Potentissimi Elect. Saxon./ Lipsiae et Francofurti/ Impensis Martini Gabriel Hubnerii/ Bibliopolae Dresdae. 1688. | Muzeul Civilizației Dacice și Romane, Deva | Cimec    |
|      | Praxis Pietatis Az az Keresztyén embert, Isten tetczése szeréntvaló járásra igazgató Kegyesség Gyakorlas Autor: Bayly, Lewis, autor; Medgyesi Pal, traducător | Datare: MDCLXXVII [1677] Școală: Veres Egyhazi Mihaly által Dimensiuni: 15 x 9,5 cm Material: Hârtie cu vergeturi și filigran | Praxis Pietatis/ Az az/ Keresztyén embert, Isten tetczése szeréntvaló járásra igazgató/ Kegyesség/ Gyakorlas/ Melly Angliai nyelvból Magyarrá/ fordittatott a b.c. Medgyesi Pal/ által. Es immár hatodszor,/ […] Colosvaratt/ Nyomtat: Veres Egyhazi Mihaly által,/ M. DC. LXXVII. | Muzeul Civilizației Dacice și Romane, Deva | Cimec    |
|      | [Introductio in historiam universalem: quae profectioribus memorialis liber esse potest]; Orbis Hodie - Imperantis Breviarium e Celebrioribus nostri aevi Scriptoribus Polit. Praecipua Imperia, Ducatus, Regna, Respublicas Studiosae Juventuti Autor: Funccius, Christianus, autorul compendiului          | Datare: 1676; 1699 Școală: Impensis Joh.Ad.Kaestneri Bibliop.; Typis Johann Erici Hahnii Dimensiuni: 13,5 x 8 cm Material: Hârtie cu vergeturi și filigran                                                                         | [Georgi Horni Introductio in historiam universalem: quae profectioribus memorialis liber esse potest]; Christiani Funcci/ Quadripartitum/ Historico-Polit./ Orbis Hodie - Impe-/ rantis/ Breviarium/ e/ Celebrioribus nostri aevi/ Scriptoribus Polit./ Praecipua/ Imperia, Ducatus,/ Regna, Respublicas/ Studiosae Juventuti,/ …ut /Orbis Ejusdem Notitiam/ Novellas./ Tomus II/ Ducatus et Respublicae./ Lipsiae,/ Impensis Joh.Ad.Kaestneri Bibliop./ Typis Johann Erici Hahnii/ Anno 1676. | Muzeul Civilizației Dacice și Romane, Deva | Cimec    |
|      | Lux Evangelica sub Velum Sacrorum Emblematum Recondita In omnes Dominicas Totius anni, selecta Historia & morali Doctrina varie adumbrata Autor: Engelgrave, Henricus, autor | Datare: MDCLXXXX [1690] Școală: Sumptibus Hermani Demen Dimensiuni: 22 x 17,5 cm Material: Hârtie | Lux/ Evangelica/ sub Velum Sacrorum/ Emblematum Recondita/ In omnes Dominicas/ Totius anni, selecta Historia & morali/ Doctrina varie adumbrata/ Per.R.P. Henricum Engelgrave/ Societatis Jesu Theologum./ Editio novissima, recognita, aucta & plurimis mendis,/ in prioribus editionibus commisis, expurgata/ Pars I (Pars II)/ Coloniae Agrippinae/ Sumptibus Hermani Demen M. D. C. LXXXX. | Muzeul Civilizației Dacice și Romane, Deva | Cimec    |
|      | Ausführliche Beschreibung Der Herrlichkeit Ehr Stand Wurden auch Altherthum der Adelichen und Erbaren Geschlechtern in den Vorneh..sten Freyen Reichs Stadten Worinn Viel gutte Historische und Politische Betrachtungen enthalten Autor: Praun, Michael, autor                                              | Datare: Im Jahr Christi 1667 Școală: Verlegt von dem Autore selbst und zufinden in Kempten bey Georg Gebharden Buchbindern und Buchhandlern allda Dimensiuni: 19,5 x 16 cm Material: Hârtie cu filigran                            | Ausführliche Beschreibung/ Der/ Herrlichkeit/ Ehr/ Stand/ Wurden auch Altherthum der Adelichen und/ Erbaren Geschlechtern in den Vorneh..sten Freyen/ Reichs Stadten/ Worinn / Viel gutte Historische und Politische Betrach-/ tungen enthalten…/ Durch/ Michael Praun beeder rechten Doctorn; Nobil; Comit. Palat, Caesar…/ Gedruckt zu Ulm/ Verlegt von dem Autore selbst und zufinden in/ Kempten bey Georg Gebharden Buchbindern und/ Buchhandlern allda/ Im Jahr Christi 1667. | Muzeul Civilizației Dacice și Romane, Deva | Cimec    |
|      | Kurtze Verantwortung Des so genanten ausführlichen Berichtz von dem Glauben der Reformirten in Teutschland Autor: P.P.P.A, autor | Datare: 1680 Dimensiuni: 16 x 9,5 cm Material: Hârtie groasă | Kurtze Verantwor-/ tung/ Des/ so genanten ausführlichen/ Berichtz von dem Glauben der/ Reformirten in Teutschland;/ Wozu gefuget ist ein duppelter/ Anhang worin von der Ungewiszheit/ des Calvinischen und Papistischen Glaubens …vom/ P.P.P.A…/ Anno 1680/ Und zu finden in Hamrurg. | Muzeul Civilizației Dacice și Romane, Deva | Cimec    |
|      | Himmel Brod der Seelen Das ist Eine zugleich leichte und fruchtbare Ubung fur jene welche sich auss das Gebett oder Betrachtung zu ergeben verlagen Autor: Segnerus, Paulus autor; Ersth, Augustinus traducător                                                                                              | Datare: 1690 Școală: Gedruckt in Verlegung Leopold Veigt Dimensiuni: 16 x 9,5 cm Material: Hârtie cu filigran | Himmel Brod/ der Seelen/ Das ist/ Eine zugleich leichte und fruchtbare/ Ubung fur jene welche sich auss da/ s Gebett oder Betrachtung zu ergeben/verlagen/ In walscher Sprach zusamen gettagen…/ durch Paulum Segneri…Verlagen …Kaiserl…Eleonore/ Magdalenae/ Theresiae…in das Teutsche uberzetz/ durch/ Augustinum Ersth gedruckt in Verlegung Leopold Veigt. | Muzeul Civilizației Dacice și Romane, Deva | Cimec    |
|      | Teologia tripartita Universa Autor: Arsdekin, Richard, autor | Datare: 1688 Școală: Sumptibus Heredes Joannis Widenfeldt & Godefredi de Berges Dimensiuni: 22 x 17 cm Material: Hârtie | R.P.Richardi Arsdekin/…/ Teologia tripartita Universa/… Tomus Primus Controversie heterodoxe Scholasticae/… Tomus secundi Pars I Theologia speculativa,/… Tomi Secundi Pars II/ Theologia Practica Universa/… Tomus Tertius/ Apparatus Practicus…/ Coloniae Agrippinae,/ Sumptibus Heredes Joannis Widenfeldt & Godefredi de Berges/ Cum Privilegio Sacra Cesarea Majestatis, Anno 1688. | Muzeul Civilizației Dacice și Romane, Deva | Cimec    |
|      | Pruncii cei părăsiți, Ajutoriul lui Dumnezeu, și Purtării de grijă a unei bătrâne și credincioasă, Istorie franțozască adevărată și morală Autor: Șiman, Leopold autor; Teodorovici, Ioan traducător | Datare: 1830 Școală: Cu Tipariul Tipografiei a Universității din Pesta Dimensiuni: 19 x 12 cm Material: Hârtie | Pruncii cei părăsiți/ Ajutoriul lui Dumnezeu, și Purtării de/ grijă a unei bătrâne și credincioasă/ Crescătoare încredințați/ Istorie franțozască adevărată și morală/ după forma legiei cei creștinești spre în-/ dreptarea Tinerimei întocmită de Leopold Șimani/ și acum în limba românească așezată de/ Ioan Teodorovici la Beserica Greco-Rumânească din Pesta ac-/ tual paroh …. | Muzeul Civilizației Dacice și Romane, Deva | Cimec    |
|      | Petri Lotichii Secundi Opera omnia. Quibus accesit vita eiusdem descripta per Ioannem Hagium Fr.Poetae dum vixit,aqualium primum & intimum Autor: Petrus Lotichius Secundus; Joannes Hagius | Datare: 1586 Școală: Copist: Imprimabat Iohannes Steinman Dimensiuni: 15,5 x 10 cm Material: hârtie manuală cu filigran | | Muzeul Civilizației Dacice și Romane, Deva | Cimec    |
|      | Fasciculus nonus Opusculorum quae ad Historiam ac Philologiam sacram spectant Autor: Majmonides, Moises, autor; Moncaeus,Fridevallianus, Francesco, autor; Coma, autor; Quistorpius, Joannes, autor; Leydecker,Melchior traducător în latină                                                                 | Datare: 1699 Școală: Copist: Apud Petrum vander Slaart Dimensiuni: 14,5 x 9,5 cm Material: hârtie cu filigran | Fasciculus nonus/ Opusculorum /Quae ad/ Historiam/ ac/ Philologiam sacram/spectant/ în quo continentur / XXXIX Majemonides de Regibus eorumque bellis/ XXXX Moncaei Historia apparitionum/XXXXI Dialogus de Coma/XXXXII Quistorpius de Terra Sancta/Omnia doctorum virorum judiciis recensita/& concinnis indicibus aucta. | Muzeul Civilizației Dacice și Romane, Deva | Cimec    |
|      | In omnes fere D. Pauli, et quorundam aliorum Apostolorum, epistolas explicatio. F. Adami Sas bout Minoritae, opera et industria Cornelii Verburch delphii in lucem edita Epistolas hoc volumine explicatas sequens pagella indicabies. Autor: Sasbout, Adam                                                  | Datare: 1556 Școală: Ex officina Antonii Maria Bergagne; Typogra. Iurat Dimensiuni: 24 x 15,5 cm Material: hârtie cu vergeturi | In omnes fe-/re D.Pauli,et quo-/rundam aliorum Apostolorum,episto-/las explicatio. F.Adami Sas/bout Minoritae, opera/et industria/Cornelii Verburch Delphii/ in lucem edita/Epistolas hoc volumine explicatas sequens pagella indicabies. | Muzeul Civilizației Dacice și Romane, Deva | Cimec    |
|      | In librum posteriorem Samuelis Commentarius Autor: Schmidt, Sebastian | Datare: 1689 Școală: Typis&Sumptibus johannis Friderici Spoor, Bibliop Dimensiuni: 20, 5 x 15,5 cm Material: hârtie cu filigran | | Muzeul Civilizației Dacice și Romane, Deva | Cimec    |
|      | Az Vasarnapokra-Valo Predikatzioknak Elso Resze. Advent elso Vasarnapiatol-fogva Sz. Haromsag Vasarnapjaig | Datare: 1631 Școală: Rikesz Mihaly Dimensiuni: 30, 5 x 19 cm Material: hartie cu vergeturi | Az vasar-/napokra=va=/io Predikatzi/oknak/Elso reszre/Advent el/so vasarnapiatol fogva na sz Ha/romsag Vasarnapjaig/Irta/....Nagy/Szombati/Kaldi//Gyorgy/Pap. | Muzeul Civilizației Dacice și Romane, Deva | Cimec    |
|      | Dittionario Volgare@Latino | Datare: 1576 Școală: Presso gli heredi di Luigi Valvassori@ Gio . Domenico Micheli Dimensiuni: 15,5 cm x 10, 5 cm Material: hartie cu filigram                                                                                     | | Muzeul Civilizației Dacice și Romane, Deva | Cimec    |
|      | Disertatio de Traduce Autor: Sperling, Johannes | Datare: 1648 Școală: Sumptibus Johannis Bergeri, Bibl. Typis Johannis Rohneri Acad, Typogr. Dimensiuni: 16*10 cm Material: hartie cu filigran                                                                                      | Dissertatio/De/Traduce/Autore/Johanne Sperlingen/Sententiae praejudiciis ma/gis, quam judiciis/damnantur. | Muzeul Civilizației Dacice și Romane, Deva | Cimec    |
|      | Confabulationes tyronum literariorum Autor: Schotennius, Hesso Hermanus | Datare: 1538 Școală: Excudebat Nicolaus Faber Dimensiuni: 15*9.5 cm Material: Hartie cu filigran | Con/fabulationes tyro-/num literarioru(m), ad amus-/sim colloqoru(m) Erasmi/Roterodami.Autore/Hermano Schot-/tennio Hesso/Ab Autore recognitae et aucta… | Muzeul Civilizației Dacice și Romane, Deva | Cimec    |
|      | Familiae romanae in antiquis numismatibus Autor: Patin, Carolus | Datare: 1663 Școală: Apud Joannem Du Bray, via Iacobaea, sub Spicis maturis&RosarioPetrum Variquet, sub Signo Craticulae, prope S. Benedictinum; Robertum de Niniville, in via dicta de la Vieille Bouderie Dimensiuni: 36,5*25 cm | Familiae/Romanae/in antiquis numismatibus/ Ab urbe condita ad/temporum divi Augusti/Ex bibliotheca Fulvii Ursini/Cum adjunctis Antonij Augustini , Episc.Ilerdensis/Carolus Patin/Doctor Medicus Parisiensis/Restituit, Recognovit, auxit. | Muzeul Civilizației Dacice și Romane, Deva | Cimec    |
|      | Grecorum romanorum illustrium vitae Autor: Plutarch, Lucius Mestrius | Datare: 1542 Școală: Apud Mich.Isigrinium Dimensiuni: 34,5*22 cm Material: hartie cu filigran | Plutarchi Chero-/nei Grecorum romanorum-/que illustrium vitae/en denuo tibi exhibemus… | Muzeul Civilizației Dacice și Romane, Deva | Cimec    |
|      | S.Norberti Sermo enucleatis Autor: Norbert, Sanctus | Datare: 1676 Școală: Apud Geogium Czernoch Dimensiuni: 32,5*21 cm Material: hartie cu vergeturi | S.Norberti/Archiepiscopi Magdeburgensis/Candidissimae Religionis/Canonicorum/Praemonstratensium/Fundatoris/ Patriarchae/ Sermo/ Ad eosdem Praemonstratenses Filios/ quondam dictus scriptus/ recenter vero enucleatus/ Ab /Hieronimo Hirnhaim/ eiusdem ordinis…typis vulgatus. | Muzeul Civilizației Dacice și Romane, Deva | Cimec    |
|      | Numismata aerea Imperatorum Paers Prima Autor: Vaillant Bellovacus, Jo.Foy | Datare: 1697 Școală: Sumptibus Auctoris; Apud Danielem Horthemels, in vico Jacobaeo, sub signo Maecenatis Dimensiuni: 39*24,5 cm Material: hartie cu filigran                                                                      | Numismata /Aerea /Imperatorum/ Augustarum et Caesarum/ In coloniis, municipiis et Urbibus jure latio donatis/ Pars Prima/ Autore Jo.Foy/ Vaillant Bellovaco, Doct.Med.et Seren.Ducis Cenomanensium Antiquario. | Muzeul Civilizației Dacice și Romane, Deva | Cimec    |
|      | In XII prophetas minores explicationes succintae Autor: Wigand, Joannes | Datare: mense Augusto 1566 Școală: per Paulum Quercum, sumptibus Petri Brambachii Dimensiuni: 16,5*10 cm Material: hartie cu vergeturi                                                                                             | In XII/ Prophe-/ tas minores ex-/ plicationes succin-/ ctae, Ordinem rerum, Textus sen-/ tentiarum&Doctrinas praeci-/ puas strictissime in- /dicantes:per/ D.Ioan.Vvigandum. | Muzeul Civilizației Dacice și Romane, Deva | Cimec    |
|      | Theologia Moralis Autor: Reiffenstuel, Anaklet | Datare: 1745 Școală: Ex Typographia Remondini Dimensiuni: 23*17 cm Material: hartie cu filigran | Theologia/Moralis/Brevi simuloque clara/Methodo Comprehensa/Atque/Juxta Canones,/Et novissima Decreta Summorum Pontificum diversas pro-/positiones damnantium, ac Probatissimos Auctores/succinte resolves omnes Materia Morales/Auctore/R.P.F.Anacleto Reiffenstuel(…) | Muzeul Civilizației Dacice și Romane, Deva | Cimec    |
|      | Garthius (Lexicon latino germanico graecum) Autor: Garth, Balthasar; Konig, Georg Matthias | Datare: 1679 Școală: Sumptibus Wolfgangii Mauritii Endteri & Joh.Andreae Endteri Filiorum Dimensiuni: 20*11,5 cm Material: hartie cu filigran                                                                                      | Garthius/Olim Bilinguis, jam Trilinguis/Hoc est/Lexicon/latino ger-/manico graecum/ emendatum&auctum/Curis secundis/Georgii Matthiae Konigii,/In Universitatae Altdorffina Poes.&Linguae Graecae Prof.Publ. ac Bibliothecarii/cum/Veteri Praefatione ad Lectorem Joh. Michael Dilherri, Pastoris/&Theologiae&Philosophiae Prof.Publ./Norimb. | Muzeul Civilizației Dacice și Romane, Deva | Cimec    |
|      | Anti-Spinoza Autor: Wittichius Chistoph | Datare: 1690 Școală: Apud Joannem Wolters Dimensiuni: 20*15,5 cm Material: hartie cu filigran | Christoph/Wittichii/Anti-Spinoza/ sive Examen Ethices/ Benedicti de Spinoza/ et Commentarius de Deo/et ejus attributis. | Muzeul Civilizației Dacice și Romane, Deva | Cimec    |
|      | Opera Omnia Autor: Seneca, Aenaeas, Lucius | Datare: 1613 Școală: Apud Johannem Vignon Dimensiuni: 17,5*10 cm Material: hartie cu filigran | Annaei/Senecae/tum rethoris/tum philosophi/Opera omnia/Ab Andrea Schoto ad veterum/exemplarium fidem castigata, Grecis/etiam hiatibus expletis/Tomus Primus/Quid in eo contineatur sequens pagina/indicabit/Cum indicibus rerum memorabilium. | Muzeul Civilizației Dacice și Romane, Deva | Cimec    |
|      | Q. Curtii Rufi Alexander Magnus Autor: Curtius Rufus, autor | Datare: 1708 Școală: Apud Petrum van Thol.Bibliopolam Dimensiuni: 21*12,5 Material: hartie cu filigran | Q.Curtii /Alexander/Magnus/et/In Illum Commentarius/Samuelis Pitisci/Quo Antiquitates/Persarum Macedonum Phoenicum/Carthaginensium, Romanorum, Ba-/byloniorum Indorum Atheniensium/ex auctoribus idoneis fere septingentis Graecis&Lati-nis, veteribus& recentioribus(…) | Muzeul Civilizației Dacice și Romane, Deva | Cimec    |
|      | Die Alterthumer Daciens Autor: Hohenhausen, Sylvester | Datare: 1775 Școală: gedruckt bey Johann Thomas Edlen v.Trattner Dimensiuni: 28,5*20,5 cm Material: hartie cu filigran | Die Alterthumer Daciens/in/dem heutigen Siebenburgen/Aus den Zeiten/als dieses/schone Land die Romer regierten. | Muzeul Civilizației Dacice și Romane, Deva | Cimec    |

## Fond
| Foto | Informații generale | Detalii tehnice | Descriere | Deținător                                  | Legături |
| ---- | --- | --- | --- | ------------------------------------------ | -------- |
|      | Ad familiares Epistolae. Interpretationae et notis Autor: Cicero, Marcus Tulius | Datare: MDCCLVI [1756] Școală: Typis Academicis Societatis Jesu Dimensiuni: 16,5 x 10,5 cm Material: Hârtie cu filigran                                           | M. Tulii Ciceronis/ Ad familiares/ Epistolae/ Interpretationae et notis/ Ilustravit/ Philibertus Quartier/ e Societate Jesu/ Jusu Christianisimi Regis/ in usum/ Serenissimi Delphini/ Venetiis An. MDCCXXVI./ Recusae Tyrnaviae,/ Typis Academicis Societatis Jesu,/ Anno salutis MDCCLVI. | Muzeul Civilizației Dacice și Romane, Deva | Cimec    |
|      | Ad familiares Epistolae. Interpretationae et notis Autor: Cicero, Marcus Tulius | Datare: MDCCLVI [1756] Școală: Typis Academicis Societatis Jesu Dimensiuni: 16,5 x 10,5 cm Material: Hârtie cu filigran                                           | M. Tulii Ciceronis/ Ad familiares/ Epistolae/ Interpretationae et notis/ Ilustravit/ Philibertus Quartier/ e Societate Jesu/ Jusu Christianisimi Regis/ in usum/ Serenissimi Delphini/ Venetiis An. MDCCXXVI./ Recusae Tyrnaviae,/ Typis Academicis Societatis Jesu,/ Anno salutis MDCCLVI. | Muzeul Civilizației Dacice și Romane, Deva | Cimec    |
|      | Orationes selectae. Opera et studio Autor: Cicero, Marcus Tulius | Datare: MDCCLIV [1754] Școală: Typis Academicis Societatis Jesu Dimensiuni: 16,5 x 10,5 cm Material: Hârtie cu filigran                                           | M. Tullii Ciceronis/ Orationes/ selectae/ Opera et studio/ Christophori Wahl/ Societatis Jesu Sacerdotis/ Interpretatione ac notis/ ad usum humaniorum Scholarum/ Ilustratae/ Tomus Primus./ Cum privilegio, et Facultate superiorum./ Tyrnaviae,/ Typis Academicis Societatis Jesu/ Anno MDCCLIV. | Muzeul Civilizației Dacice și Romane, Deva | Cimec    |
|      | Orationes selectae. Opera et studio Autor: Cicero, Marcus Tulius | Datare: MDCCLIV [1754] Școală: Typis Academicis Societatis Jesu Dimensiuni: 16,5 x 10,5 cm Material: Hârtie cu filigran                                           | M. Tullii Ciceronis/ Orationes/ selectae/ Opera et studio/ Christophori Wahl/ Societatis Jesu Sacerdotis/ Interpretatione ac notis/ ad usum humaniorum Scholarum/ Ilustratae/ Tomus Secundus./ Cum privilegio, et Facultate superiorum./ Tyrnaviae,/ Typis Academicis Societatis Jesu/ Anno MDCCLIV. | Muzeul Civilizației Dacice și Romane, Deva | Cimec    |
|      | Orationes selectae. Opera et studio Autor: Cicero, Marcus Tulius | Datare: MDCCLV [1755] Școală: Typis Academicis Societatis Jesu Dimensiuni: 16,5 x 10,5 cm Material: Hârtie cu filigran                                            | M. Tullii Ciceronis/ Orationes/ selectae/ Opera et studio/ Christophori Wahl/ Societatis Jesu Sacerdotis/ Interpretatione ac notis/ ad usum humaniorum Scholarum/ Ilustratae/ Tomus Tertius/ Cum privilegio, et Facultate superiorum./ Tyrnaviae,/ Typis Academicis Societatis Jesu/ Anno MDCCLV. | Muzeul Civilizației Dacice și Romane, Deva | Cimec    |
|      | Catavasiiariu | Datare: 1769 Școală: În tipografia Mănăstirii Bunei Vestiri; de Petru Papavici Tipograf Râmn Dimensiuni: 18 x 9,5 cm Material: Hârtie cu filigran                 | Catavasiiariu/ Cu multe preste anulu trebuincioase cântări/ Acum a doua oară așe-/ zat și tipărit/ Supt stăpânirea prea înalțatei Împărăteasei Râmlea-/ nilor, Prințesei Ardea-/ lului, iproci…Mariei Tereziei/ Cu blagoslovenia Celor mai mari. | Muzeul Civilizației Dacice și Romane, Deva | Cimec    |
|      | Antologhion | Datare: 1752 Școală: Tipărit de Popa Constandin Atanasievici Tipograful Râmniceanul Dimensiuni: 32,5 x 20 cm Material: Hârtie cu filigran                         | Antologhion/ Ce să zice/ Înflorirea Cuvintelor/ Carele cuprinde întru sine rânduiala/ Dumnezeeșcilor prasnice, ale sfinților/ numiți și ale sfinților de obșce/ ce să prăznuiesc în 12 luni ale Anului/ Acum a treia oară tipărit rumâneșce/ În zilele Luminatului Domn Io Matei Grigore Ghica V.V/ Cu Blagoslovenia și Toată cheltuiala Sființii sale….Kir Grigore Episcopul Râmnicului. | Muzeul Civilizației Dacice și Romane, Deva | Cimec    |
|      | Biblia | Datare: 1795 Școală: La Mitropolie [Typografia Seminarului] Dimensiuni: 40 x 25,5 cm Material: Hârtie manuală                                                     | Biblia/ Adecă/ Dumnezeiasca Scriptură/ A Legii Vechi și A Ceii Noao Toate/ Care sau tălmăcit/ De pre limba Elinească pre înțălesul limbii Româneșci/ Acum întâiu sau tipărit rumâneșce supt stăpânirea Prea înălța/ tului Împărat a Românilor Franțisc Al Doilea/ Craiul Apostolicesc Mare Prințip al Ardealului și cealalalte/ Cu Blagoslovenia...Ioan Bob Vlădicul Făgărașului. | Muzeul Civilizației Dacice și Romane, Deva | Cimec    |
|      | Primae Lineae Historiae Universalis in usum studiosae iuventutis Claudiopolitanae Autor: Bolla, Martin, autor                                                                                              | Datare: 1799 Școală: Typis et Sumptibus Martini Hochmeister, R. Typ. Priv Dimensiuni: 19 x 12,5 cm Material: Hârtie cu filigran                                   | Martini Bolla/ E scholis piis/ Primae Lineae/ Historiae Universalis/ in usum/ studiosae iuventutis/ Claudiopolitanae/ Tomus II/ Complectens/ Historiam Aevi Medii: A .Migratione Gentium/ que fuit Saeculo Christi quinto, ad Originem/ Protestancium/ Claudiopoli/ Typis et Sumptibus Martini Hochmeister, R. Typ. Priv./ 1799. | Muzeul Civilizației Dacice și Romane, Deva | Cimec    |
|      | Exhortations et Instructions Chretiennes Autor: Bourdaloue, Louis, autor | Datare: 1756 Școală: Chez Jean-Marie Bruyset, rue Merciere, au Soleil Dimensiuni: 16 x 10,5 cm Material: Hârtie manuală cu filigran                               | Exhortations/ et/ Instructions/ Chretiennes/ Par le R.P. Bourdaloue/ de la Compagnie de Jesus/ Tome Premier./ Nouvelle Edition./ A Lyon,/ Chez Jean-Marie Bruyset, rue/ Merciere, au Soleil./ M. DCC. LVI./ Avec Approbation et privilege. | Muzeul Civilizației Dacice și Romane, Deva | Cimec    |
|      | Novum Iesu Christi Testamentum | Datare: 1724 Școală: Apus Sam. Beniam. Waltherum Dimensiuni: 15 x 8,5 cm Material: Hârtie cu filigran                                                             | Novum/ Iesu Christi/ Testamentum/ Sebastiano Castellione/ interprete/ Ex eiusdem postrema casti-/ gatione, cum praefationibus, quas auctor integro olim bibli-/ rum operi praemisit/ denvo editum/ Accessit/Matthiae Belli/ Paraenesis/ Ad studiorum iuventutem/ Lipsiae/ Apus Sam. Beniam. Waltherum/ A MDCCXXIIII. | Muzeul Civilizației Dacice și Romane, Deva | Cimec    |
|      | A Gyapjas Vitézek Autor: Dugonics András | Datare: 1794 Școală: Füskúti Landerer Mihály bötüivel és költségével Dimensiuni: 21 x 12,5 cm Material: Hârtie cu filigran                                        | A/ Gyapjas/Vitézek/ Elsö könyv/ irta/ Dugonics András/ Királyi oktató/ Pozsonyban és Pesten,/ Füskúti Landerer Mihály/ bötüivel és költségével/ 1794. | Muzeul Civilizației Dacice și Romane, Deva | Cimec    |
|      | Regulae Societatis Jesu | Datare: 1741 Școală: Typis Francisci Andreae Kirchberger, Universitatis Typographi Dimensiuni: 14 x 8 cm Material: Hârtie cu vergeturi                            | Regulae/ Societatis Jesu/ cura et sumptibus/ Domus Probationis/ Eiusdem Societatis/ Ad S, Annae, Viennae Austriae/ repressae,/ Typis Francisci Andreae Kirchber-/ ger, Universitatis Typographi,/ Anno 1741. | Muzeul Civilizației Dacice și Romane, Deva | Cimec    |
|      | Historiarum Europicarum Autor: Thülden, Christian Adolph, autor | Școală: Apud Ioan. Anton Kinckium; Sumptibus Joannis Anton Kinchii Dimensiuni: 16,5 x 9,5 cm Material: Hârtie fără filigran, cu vergeturi                         | Christiani/ Adolphi Thuldeni/ Historiarum Europicarum/ Enneadis Primae/ Liber IV,V &VI/ Sive Pars II/ Annis 1655&1656 gesta explicans(…)/ Tractatus et Codicilli publici/ Quibus recenssus imperii ultimus cau/ sarum belli svedici excussio, literae universales, mani-/ festa, aliaque ad hos annos pertinentia/ includuntur./ Coloniae Ubiorum/ Apud Ioan. Anton Kinckium/ Anno M. DC. LXV./ Cum privilegio C.M.; Pars tertia: Historia Universalis/ Rerum, hoc saecudo gestarum/ Continuatore/ Christiano Adolpho/ Thuldeno/ Pars Tertia/ Continet annos MDCLVII & MDCLVIII/ Editio tertia auctior et correctior/ Coloniae Agrippinae 1677/ Sumptibus Joannis Anton Kinchii/ Cum privilegio S. C. majestatis.; Pars IV: Christiani/ Adolphi Thuldeni/ Historiarum Europicarum/ Enneadis Secundae/ Liber I.II.&III/ sive/ Pars IV/ Annis 1659 & 1660 gesta explicans/ (…)/ Tractatus et Codicilli publici/ quibus Paces Hispano-Gallica, Polo-/ no -Svedica & Svedo-Danica, aliaque/ includuntur/ Coloniae Agrippinae/ Apud Joan Anton Kinckium/ Anno M. DC. LXIII./ Cum privilegio S. C. M. | Muzeul Civilizației Dacice și Romane, Deva | Cimec    |
|      | [Iustini Historiarum ex Trogo Pomepeio libri XLIV ad usum lycaeorum] Autor: Trogus Pompeius, autor; Marcus Junianus Justinus, autor                                                                        | Datare: [1701] Dimensiuni: 14 x 8 cm Material: Hârtie fără filigran                                                                                               | [Iustini Historiarum ex Trogo Pomepeio libri XLIV ad usum lycaeorum] | Muzeul Civilizației Dacice și Romane, Deva | Cimec    |
|      | Carte veche | Datare: 1743 Școală: Nyomtt. Margitai János által Dimensiuni: 14 x 8,5 cm Material: Hârtie cu filigran                                                            | Arithmetica/ vagy/ Számvetésnek/ mestersége/ Mellyet irt, és kõzoenséges Hasznora fô-/ képen a Magyar Országon/ elô- fordúlható Dolgokra/ alkalmaztatni igye-/ kezett/ Marothi György/ D. P./ Debretzenben/ Nyomtt. Margitai János által/ 1743 Efztendoben. | Muzeul Civilizației Dacice și Romane, Deva | Cimec    |
|      | Dictionarium Latino-Hungaricum; Dictionarium Hungarico-Latinum; Observationes Orthographico-Gramaticae Autor: Pariz Papai, Ferenc, autor; Molnar, Alberto, autor; Joannes Brewer, autor                    | Datare: MDCCLXVII [1767] Școală: Sumptibus Samuelis Sardi Typographi Dimensiuni: 22,5 x 15 cm Material: Hârtie                                                    | Dictionarium/ Latino-Hungaricum/ Succum & medullam purioris Latinitatis, ejusque ge-/ nuinam in Lingvam Hungaricam conversionem, ad mentem & sensum proprium Scriptorum Clasicorum, exhibens…a Francisco Pariz Pápai/ Medicine Doctore, Ejusdemque Facultatis in Celeberrima/ Academia Basileensi, Assessore; & in Illustri Collegio/ Nagy-Enyediensi Professore Publico/ Nunc vero/ Proverbiis… Glossariolo… intentione ac labore/ Petri Bod,/ de F.Tsernaton, V.D. Ministri M. Igeniensis/ Novae hunc Editioni nunc primum addita est Lingva Germanica in Parte posteriori/ Cibinii/ Sumptibus Samuelis Sardi Typographi, Anno MDCCLXVII; Partea a doua: Dictionarium/ Hungarico-Latinum/ Olim magna cura a clarissimo viro Alberto Molnar / Szentziesi/ colectum/ Tandem/ Revisium & aliquot vocabulorum, in Molnariano desiderato-/ rum,millibus Latine reeditis locupletatum,/ Studio et vigiliis Francisci Pariz Papai…Tam ex ejusdem F.P.Papai secundis curis ac Notatio-/ nibus … Opera Petri Bod; Partea a treia: Johannis Tsétsi/ Illustris Scholae Sáros-Patak: Rek: in eaque/ S.S.Theologie & Philosophie Professoris/ Observationes/ Orthographico-/ Grammaticae,/ De recta Hungarice Scribendi & Loquendi/ ratione/ Post obitum Auctore primum Editiae/ a/ Johanne Brevver Typog./ Leutschoviae Anno 1708/ Jam vero Cibinnii/ Anno MDCCLXVII. | Muzeul Civilizației Dacice și Romane, Deva | Cimec    |
|      | Dictionarium Latino-Hungaricum; Dictionarium Hungarico-Latinum; Observationes Orthographico-Gramaticae Autor: Pariz Papai, Ferenc, autor; Molnar, Alberto, autor; Joannes Brewer, autor                    | Datare: MDCCLXVII [1767] Școală: Sumptibus Samuelis Sardi Typographi Dimensiuni: 23 x 15,5 cm Material: Hârtie                                                    | Dictionarium/ Latino-Hungaricum/ Succum & medullam purioris Latinitatis, ejusque ge-/ nuinam in Lingvam Hungaricam conversionem, ad mentem & sensum proprium Scriptorum Clasicorum, exhibens…a Francisco Pariz Pápai/ Medicine Doctore, Ejusdemque Facultatis in Celeberrima/ Academia Basileensi, Assessore; & in Illustri Collegio/ Nagy-Enyediensi Professore Publico/ Nunc vero/ Proverbiis… Glossariolo… intentione ac labore/ Petri Bod,/ de F.Tsernaton, V.D. Ministri M. Igeniensis/ Novae hunc Editioni nunc primum addita est Lingva Germanica in Parte posteriori/ Cibinii/ Sumptibus Samuelis Sardi Typographi, Anno MDCCLXVII; Partea a doua: Dictionarium/ Hungarico-Latinum/ Olim magna cura a clarissimo viro Alberto Molnar / Szentziesi/ colectum/ Tandem/ Revisium & aliquot vocabulorum, in Molnariano desiderato-/ rum,millibus Latine reeditis locupletatum,/ Studio et vigiliis Francisci Pariz Papai…Tam ex ejusdem F.P.Papai secundis curis ac Notatio-/ nibus … Opera Petri Bod; Partea a treia: Johannis Tsétsi/ Illustris Scholae Sáros-Patak: Rek: in eaque/ S.S.Theologie & Philosophie Professoris/ Observationes/ Orthographico-/ Grammaticae,/ De recta Hungarice Scribendi & Loquendi/ ratione/ Post obitum Auctore primum Editiae/ a/ Johanne Brevver Typog./ Leutschoviae Anno 1708/ Jam vero Cibinnii/ Anno MDCCLXVII. | Muzeul Civilizației Dacice și Romane, Deva | Cimec    |
|      | Propovedanie sau învățături la îngropăciunea oamenilor morți Autor: Micu, Samuil autor | Datare: 1784 Școală: cu Tipariul Seminarului Dimensiuni: 21 x 16 cm Material: Hârtie                                                                              | Propovedanie/ sau/ învățături/ la/ îngropăciunea oamenilor/ morți/ Acum de preotul Samoil Clain de Sad/ făcute/ cu Tipariul Seminarului. | Muzeul Civilizației Dacice și Romane, Deva | Cimec    |
|      | Sinopsis/ adică cuprindere în scurtă/ acei Vechi și acei Noao Scripturi/ A celui dintâi Sfinț Părintelui nostru Athanasie cel Mare Patriarhul Alexandriei/… Autor: Athanasie Patriarhul Alexandriei, autor | Datare: 1783 Școală: În Tipografia cea nouă, Dimitrie Mihai Popovici tipograful râmnicean Dimensiuni: 19,5 x 15,5 cm Material: Hârtie cu vergeturi                | Sinopsis/ adică cuprindere în scurtă/ acei Vechi și acei Noao Scripturi/ A celui dintâi Sfinț Părintelui nostru Athanasie cel Mare Patriarhul Alexandriei/… | Muzeul Civilizației Dacice și Romane, Deva | Cimec    |
|      | Collegium Universi Juris Canonici Juxta triplex Juris Objectum partitum; Autor: Engel, Ludovic autor | Datare: MDCCXVI [1716] - MDCCXVII [1717] Școală: Typis Joannis Josephi Mayr, Aulico-Academicis Tipographi & Bibliopolae Dimensiuni: 21 x 15,5 cm Material: Hârtie | Collegium/ Universi Juris/ Canonici/ Juxta triplex Juris Objectum partitum./ nunc vero/ Servato Ordine Decretalium Accuratius/ Translatum et indice copioso/ Locupletatum/ Omnibuz tam in Foro, quam in Scholis a pprime utile e necessarium/ Auchtore/ P. Ludovico Engel…/ Editio octava/ De privilegiis Monasteriorum/ M. DCC. XVI./ Salisburgi/ Typis Joannis Josephi Mayr, Aulico-Academicis Tipographi & Bibliopolae.; A.R.P. Ludovici Engel/ Benedictini Mellicensis J.U.D & SS. Can/ In Alma & Archiepiscopali Universitate Salisburgensi/ Tractatus/ de/ Privilegiis/ et/ Juribus/ Monasteriorum/ Ex/ Jure Comuni/ Deductus/ Nunc octava vice impressum …/ M.DCC. XVII/ Salisburgi./ Typis et impensis Joannis Josephi Mayr Aulico-Academicis Tipographi & Bibliopolae | Muzeul Civilizației Dacice și Romane, Deva | Cimec    |
|      | Exhortationes ad Religiosos tam Novitiorum magistris et Concionatoribus Domesticis; Auctorium Exhortationum ad Religiosos Autor: Dirckinck, Joannes, autor                                                 | Datare: MDCCXVII [1717] - MDCCXVIII [1718] Școală: Sumptibus Viduae Godefredi Meucheri, bibliopolae Dimensiuni: 21 x 17 cm Material: Hârtie cu filigran           | Exhortationes/ ad /Religiosos / tam/ Novitiorum magistris/ et/ Concionatoribus Domesticis,/ in Societate Jesu;/ Quam Ordinum aliorum Religiosis, in Monasteriis/ propriis, aut in Monialium Coenobiis, ad perfectionem Religiosam exhortaturis:/ nec non Praelatis ac Superioribus, …Et typis vulgatae/ R.P. Joanne Dirckinck/ Societate Jesu,/… Coloniae Agrippinae/ Sumptibus Viduae Godefredi Meucheri, bibliopolae Anno M. DCC. XVII/ Con privilegio su Caesar Majestatis.; Auctorium/ Exhortationum/ ad/ Religiosos/ de Precipuis anni temporibus & Festivitatibus/ ut Christi Domine nostri, Beatissime Virginis Mariae/ & Aliorum nonnullorum Sanctorum … a R.P. Joanne Dirckinck. | Muzeul Civilizației Dacice și Romane, Deva | Cimec    |
|      | Officialis Curiae Ecclesiae Autor: Matthaeuccus, Augustino, autor | Datare: MDCCXVII [1717] Școală: E Typographia Balleonii Dimensiuni: 23 x 18 cm Material: Hârtie cu filigran                                                       | Officialis/ curiae ecclesiasticae/ Ad praxim pro Foro Ecclesiastico, tum Sae-/ culari ,tum Regulari, utiliter aptatus ac-/ Sumorum Pontificum Litteris, Oecumenicorum/ Conciliorum Decretis, Sacrorum Canonum Statutis…/ Auctore R.P.F./ Augustino Mattaeucci…/ Venetiis, MDCCXVII/ E Typographia Balleonii/ Superiorum Permissu, ac Privilegiis. | Muzeul Civilizației Dacice și Romane, Deva | Cimec    |
|      | Opera Omnia Autor: Drexelius, Jieremias | Datare: 1675 Școală: Sumptibus Ioannis Antonii Huguetan Dimensiuni: 36,5*23,5 cm Material: hartie cu filigran                                                     | R.P.Hieremiae/Drexelij/Opera omnia/in Quator Tomos Distributa/Huic Editioni Accesserunt novi aliquot/tractatus. | Muzeul Civilizației Dacice și Romane, Deva | Cimec    |
|      | Tentamen Theologiae Dogmaticae Autor: Wyttenbach, Dan | Datare: 1741 Școală: Ex officina Emanuelis Hortini Dimensiuni: 19,5*12 cm Material: hartie cu filigran                                                            | Tentamen/Theologiae/Dogmaticae/Methodo/Scientifica/Pertractatae/Auctore/Dan Wyttenbachio/Bernate V.D.M. | Muzeul Civilizației Dacice și Romane, Deva | Cimec    |